# Altdeutscher Schäferhund
Der Altdeutsche Schäferhund ist eine Hunderasse, die sich aus der Langhaarvariante des Deutschen Schäferhundes entwickelte. Er ist als Rasse von der FCI nicht anerkannt. Seit 2010 wird daneben der Typ Langstockhaar als Variante des Deutschen Schäferhunds anerkannt.

## Herkunft und Geschichte
Mit dem Begriff Altdeutscher Schäferhund wird heute im allgemeinen Sprachgebrauch überwiegend der Deutsche Schäferhund mit längerem Deckhaar bezeichnet. Dieser wird in unterschiedlichen Verbänden gezüchtet.
Der Grund ist in der Geschichte des Deutschen Schäferhundes zu finden. Nachdem der Verein für Deutsche Schäferhunde (SV) beschlossen hatte, dass der langstockhaarige Typ nicht mehr zur Zucht zugelassen werden solle, gründeten einige Züchter einen eigenen Zuchtverein, um den langhaarigen oder langstockhaarigen Typ durch eigene Zucht zu erhalten. Als Name wurde "Altdeutscher Schäferhund" verwendet.
Der SV beschloss, den langstockhaarigen Typ ab 2010 wieder zur Zucht zuzulassen.
Ursprünglich bezeichnet der Begriff Altdeutscher Schäferhund einige alte Schäferhund-Schläge, die nicht in der Zucht des Deutschen Schäferhundes aufgegangen und jetzt unter dem Oberbegriff Altdeutsche Hütehunde zusammengefasst sind. Dessen ungeachtet findet die ursprüngliche Bezeichnung weiterhin Verwendung.

## Beschreibung
Das Aussehen entspricht in etwa dem des Deutschen Schäferhundes, jedoch ist sein Fell lang mit weicher Unterwolle. Er hat langes Fell, sogenannte Fahnen, an den Ohren, Läufen und der buschigen Rute, an den Keulen eine deutliche Hose und am Hals eine Mähne. Die Farben sind die gleichen wie beim Deutschen Schäferhund.

## Wesen
Sein Wesen entspricht dem des Deutschen Schäferhundes mit kürzerem Stockhaar.

## Verwendung
Wie der Deutsche Schäferhund wird er als Schutz-, Gebrauchs-, Hüte- und Begleithund eingesetzt.